# Lista de singles número um na Noruega em 2014

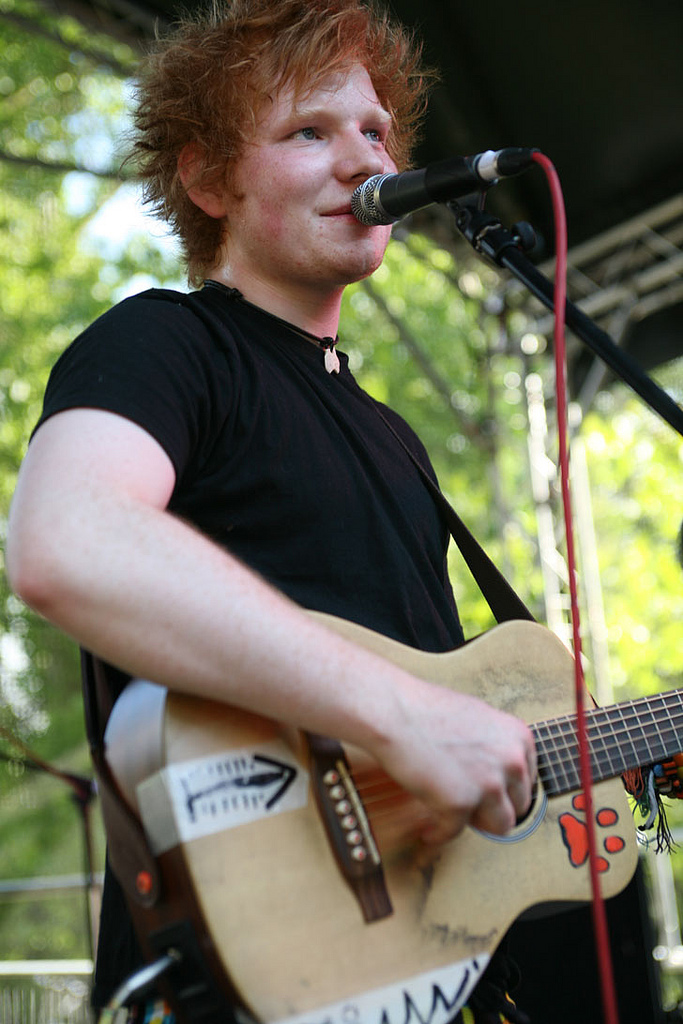
A canção "I See Fire" do cantor Ed Sheeran, que foi o artista que ficou por mais tempo na primeira colocação da parada em 2014, permaneceu por oito semanas consecutivas no topo.

Esta é uma lista dos singles número um na VG-lista em 2014. A VG-lista Topp 20 Single é a parada musical oficial da Noruega, tendo se iniciado em 1958. Neste ano, quinze canções de vinte e quatro artistas ou grupos musicais chegaram à primeira posição da parada ao decorrer de 53 semanas. 
A canção tema do filme de Peter Jackson, O Hobbit: A Desolação de Smaug, "I See Fire", interpretada pelo cantor Ed Sheeran, vigorou por oito semanas consecutivas no topo da parada. Este foi o primeiro single número um de Ed Sheeran na VG-lista e o qual permaneceu na primeira colocação por maior tempo em 2014. Apenas duas canções vigoraram por uma semana na primeira colocação: "Rather Be", canção do grupo Clean Bandit com vocais de Jess Glynne, alcançou o topo na semana treze, caindo na semana seguinte para a segunda colocação, e "Engel", canção dos artistas Admiral P e Nico D, que atingiu o primeiro lugar durante a 29.ª semana.
O primeiro número um do ano foi "Timber", do rapper Pitbull com a cantora Kesha, que permaneceu por duas semanas consecutivas no topo. "Firestone", de Kygo com Conrad Sewell, foi o trabalho que fechou o ciclo de 2014, mantendo-se quatro semanas consecutivas na primeira colocação até ao final do ano e outras três semanas em 2015, totalizando sete consecutivas semanas na liderança da tabela. Outros singles com um número alargado de semanas no topo foram "Younger", de Seinabo Sey remixada por Kygo, que ficou sete semanas na primeira posição; "Waves", de Mr. Probz, e "Prayer in C" de Lilly Wood and the Prick com Robin Schulz, ambos por seis semanas consecutivas. "Gold" de Gabriel Ríos conseguiu perdurar na frente durante outras cinco oportunidades.

## Histórico

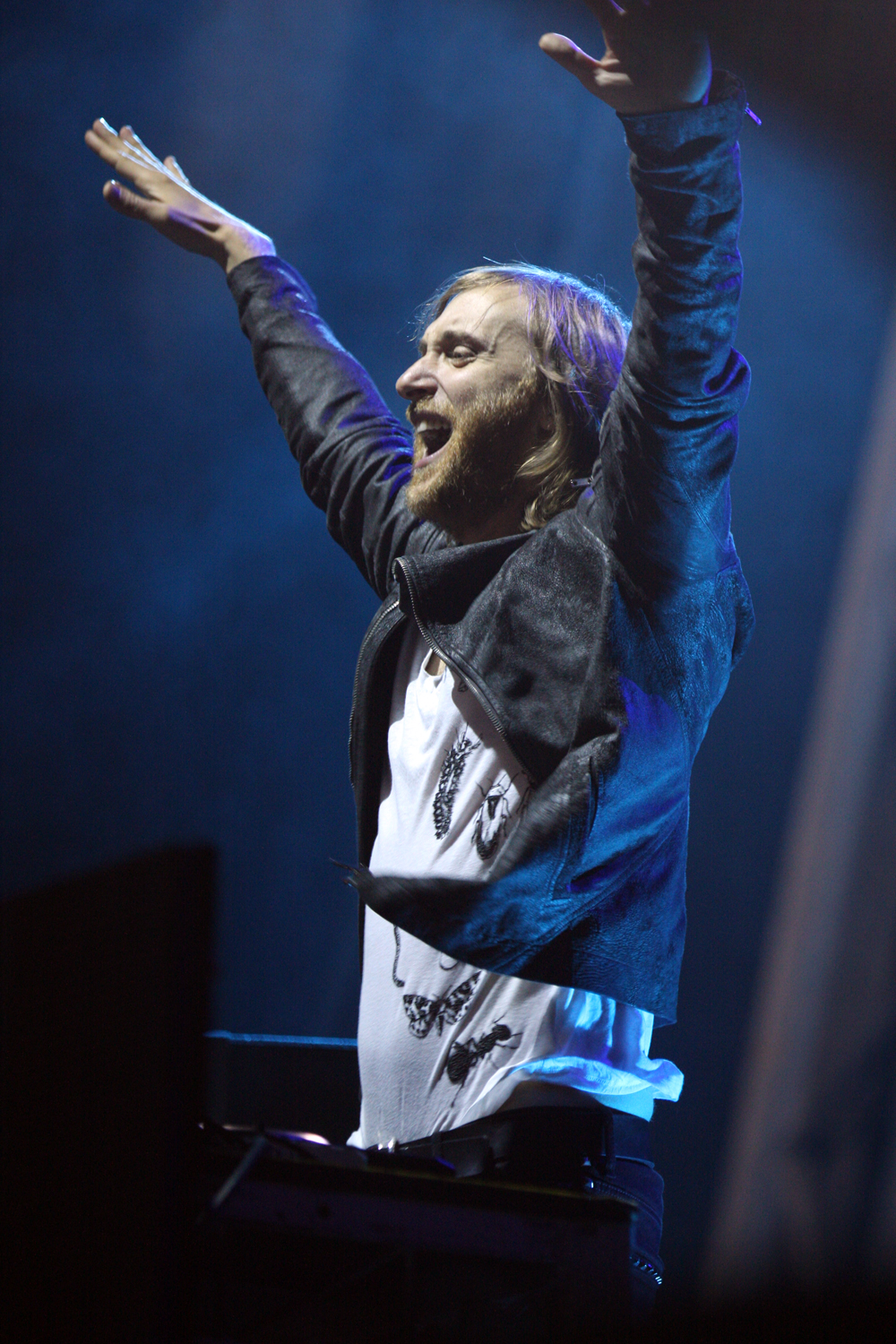
David Guetta foi o único artista a colocar dois singles na primeira posição da lista.

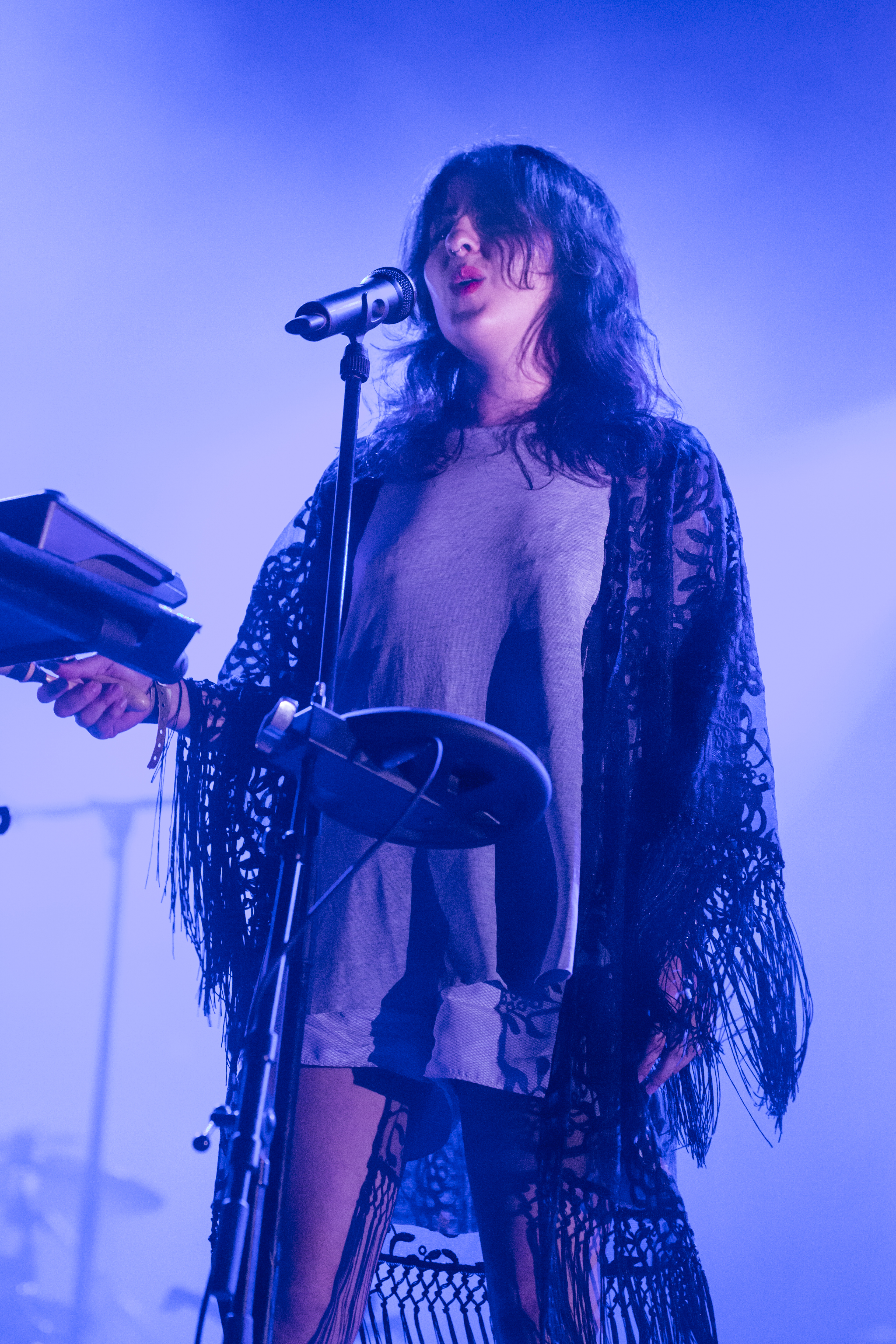
Lilly Wood and the Prick com Robin Schulz ficou por 6 semanas consecutivas com a primeira colocação da lista com a canção "Prayer in C"

| Semanas | Canção                 | Artista(s)                              | Ref.   |
| ------- | ---------------------- | --------------------------------------- | ------ |
| 1       | "Timber"               | Pitbull e Kesha                         | [ 12 ] |
| 2       | "Timber"               | Pitbull e Kesha                         | [ 13 ] |
| 3       | "I See Fire"           | Ed Sheeran                              | [ 14 ] |
| 4       | "I See Fire"           | Ed Sheeran                              | [ 15 ] |
| 5       | "I See Fire"           | Ed Sheeran                              | [ 16 ] |
| 6       | "I See Fire"           | Ed Sheeran                              | [ 17 ] |
| 7       | "I See Fire"           | Ed Sheeran                              | [ 18 ] |
| 8       | "I See Fire"           | Ed Sheeran                              | [ 19 ] |
| 9       | "I See Fire"           | Ed Sheeran                              | [ 20 ] |
| 10      | "I See Fire"           | Ed Sheeran                              | [ 21 ] |
| 11      | "Happy"                | Pharrell Williams                       | [ 22 ] |
| 12      | "Happy"                | Pharrell Williams                       | [ 23 ] |
| 13      | "Rather Be"            | Clean Bandit e Jess Glynne              | [ 24 ] |
| 14      | "Waves"                | Mr. Probz                               | [ 25 ] |
| 15      | "Waves"                | Mr. Probz                               | [ 26 ] |
| 16      | "Waves"                | Mr. Probz                               | [ 27 ] |
| 17      | "Waves"                | Mr. Probz                               | [ 28 ] |
| 18      | "Waves"                | Mr. Probz                               | [ 29 ] |
| 19      | "Waves"                | Mr. Probz                               | [ 30 ] |
| 20      | "Bad"                  | David Guetta, Showtek e Vassy           | [ 31 ] |
| 21      | "Bad"                  | David Guetta, Showtek e Vassy           | [ 32 ] |
| 22      | "Younger" (Kygo Remix) | Seinabo Sey                             | [ 33 ] |
| 23      | "Younger" (Kygo Remix) | Seinabo Sey                             | [ 34 ] |
| 24      | "Younger" (Kygo Remix) | Seinabo Sey                             | [ 35 ] |
| 25      | "Younger" (Kygo Remix) | Seinabo Sey                             | [ 36 ] |
| 26      | "Younger" (Kygo Remix) | Seinabo Sey                             | [ 37 ] |
| 27      | "Younger" (Kygo Remix) | Seinabo Sey                             | [ 38 ] |
| 28      | "Younger" (Kygo Remix) | Seinabo Sey                             | [ 39 ] |
| 29      | "Engel"                | Admiral P e Nico D                      | [ 40 ] |
| 30      | "Salsa Tequila"        | Anders Nilsen                           | [ 41 ] |
| 31      | "Salsa Tequila"        | Anders Nilsen                           | [ 42 ] |
| 32      | "Salsa Tequila"        | Anders Nilsen                           | [ 43 ] |
| 33      | "Prayer in C"          | Lilly Wood and the Prick e Robin Schulz | [ 44 ] |
| 34      | "Prayer in C"          | Lilly Wood and the Prick e Robin Schulz | [ 45 ] |
| 35      | "Prayer in C"          | Lilly Wood and the Prick e Robin Schulz | [ 46 ] |
| 36      | "Prayer in C"          | Lilly Wood and the Prick e Robin Schulz | [ 47 ] |
| 37      | "Prayer in C"          | Lilly Wood and the Prick e Robin Schulz | [ 48 ] |
| 38      | "Prayer in C"          | Lilly Wood and the Prick e Robin Schulz | [ 49 ] |
| 39      | "Blame"                | Calvin Harris e John Newman             | [ 50 ] |
| 40      | "Blame"                | Calvin Harris e John Newman             | [ 51 ] |
| 41      | "Gold"                 | Gabriel Ríos                            | [ 52 ] |
| 42      | "Gold"                 | Gabriel Ríos                            | [ 53 ] |
| 43      | "Gold"                 | Gabriel Ríos                            | [ 54 ] |
| 44      | "Gold"                 | Gabriel Ríos                            | [ 55 ] |
| 45      | "Gold"                 | Gabriel Ríos                            | [ 56 ] |
| 46      | "Dangerous"            | David Guetta e Sam Martin               | [ 57 ] |
| 47      | "Dangerous"            | David Guetta e Sam Martin               | [ 58 ] |
| 48      | "Wild Eyes"            | Broiler e Ravvel                        | [ 59 ] |
| 49      | "Wild Eyes"            | Broiler e Ravvel                        | [ 60 ] |
| 50      | "Firestone"            | Kygo e Conrad Sewell                    | [ 61 ] |
| 51      | "Firestone"            | Kygo e Conrad Sewell                    | [ 62 ] |
| 52      | "Firestone"            | Kygo e Conrad Sewell                    | [ 63 ] |
| 53      | "Firestone"            | Kygo e Conrad Sewell                    | [ 64 ] |